# Anna Afanassjewna Mesrina
Anna Afanassjewna Mesrina (russisch Анна Афанасьевна Мезрина; * 1853 in der Sloboda Dymkowo bei Wjatka; † 21. August 1938 ebenda) war eine russisch-sowjetische Bildhauerin und Keramikerin des kunsthandwerklichen Dymkowoer Tonspielzeugs.

## Leben
Mesrina kam aus der Familie des Schmieds A. L. Nikulin. Seit ihrer Kindheit half sie ihrer Mutter Darja Konstantinowna bei der Spielzeugherstellung. Als dieses Gewerbe in Dymkowo ausstarb, führte Mesrina als einzige in der Sloboda die Herstellung von Tonspielzeug fort und verkaufte ihre Produkte auf Jahrmärkten.

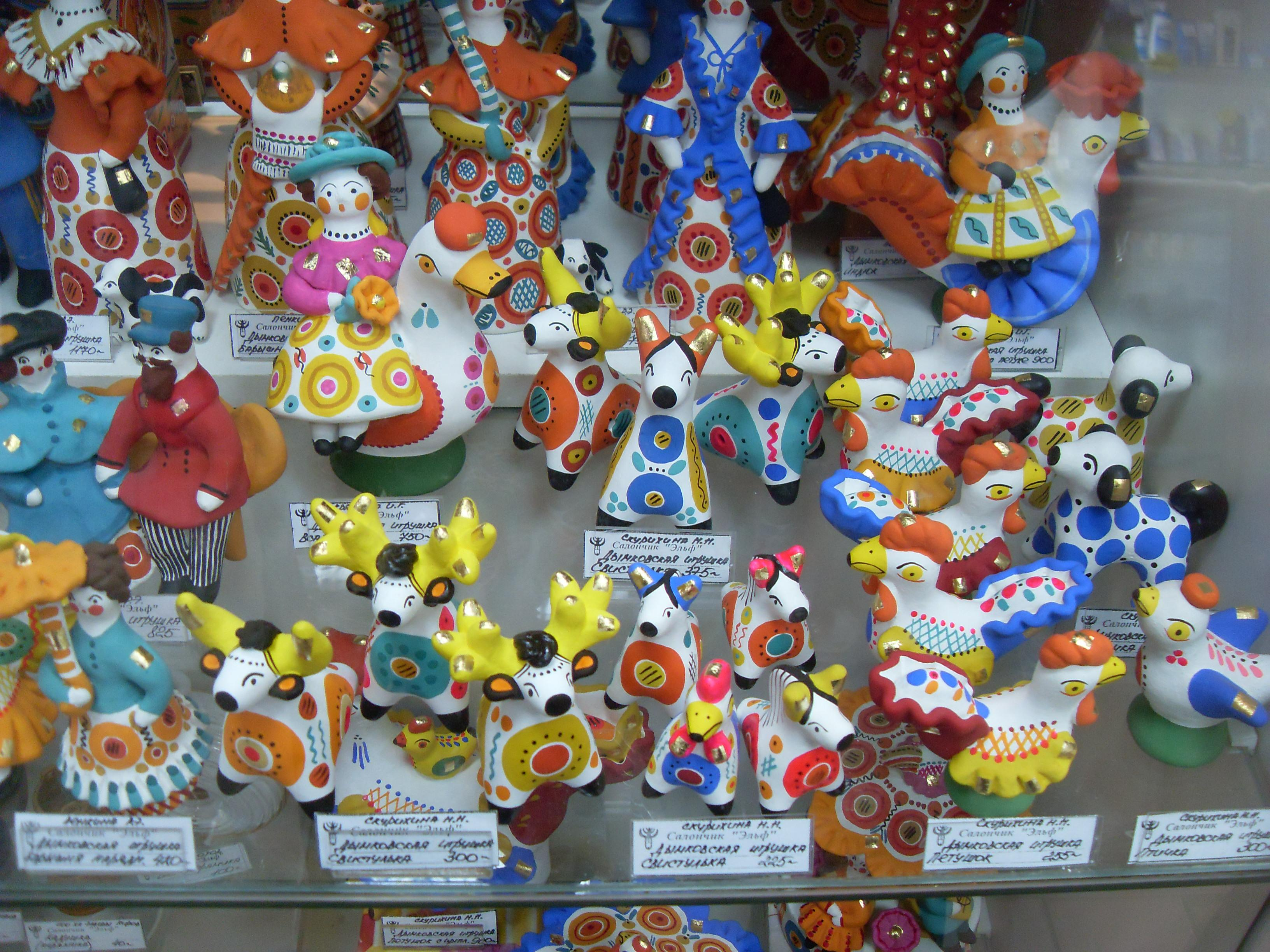
Dymkowoer Spielzeug in einem Kirower Laden

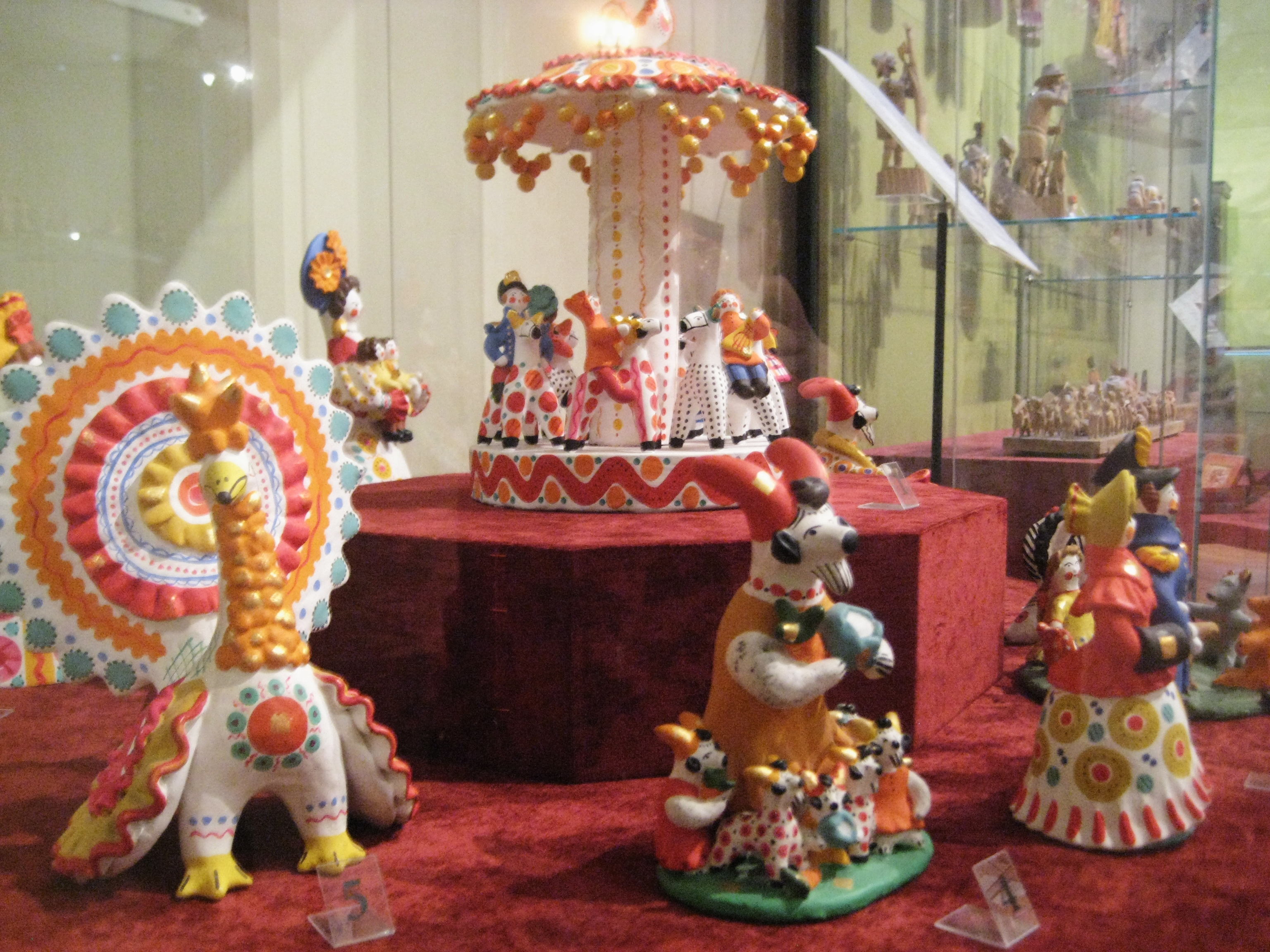
Dymkowoer Spielzeug im Allrussischen Museum für Dekorative und Angewandte Volkskunst in Moskau

1908 lernte der Schüler und spätere Maler Alexei Iwanowitsch Denschin (1893–1948) auf einem Jahrmarkt Mesrinas Figuren kennen und begann sich dafür intensiv zu interessieren. Er fertigte einen Katalog der Arbeiten Mesrinas an, verbreitete ihn in Moskau, warb für ihre Werke und kaufte selbst einige, um ihr die Fortführung ihres Gewerbes zu ermöglichen.
In den 1930er Jahren gründete die Stadt Wjatka eine Schule für Spielzeugherstellung, an der Mesrina unterrichtete. 1933 trat Mesrina mit zwei ihrer Töchter und einigen Nachbarn dem von Denschin organisierten und geleiteten Artel Wjatkaer Spielzeug bei. 1934 wurde sie als Heldin der Arbeit geehrt.
Die größte Sammlung des Dymkowoer Spielzeugs befindet sich im Wasnezow-Kunstmuseum in Kirow. Im März 2011 wurde das Museum für Dymkowoer Spielzeug in Kirow eröffnet. Dymkowoer Spielzeug befindet sich auch im Allrussischen Museum für Dekorative und Angewandte Volkskunst in Moskau und im Spielzeug-Museum in Sergijew Possad.
Die Venus-Patera Mezrina Patera trägt Mesrinas Namen.